# 트라메치노

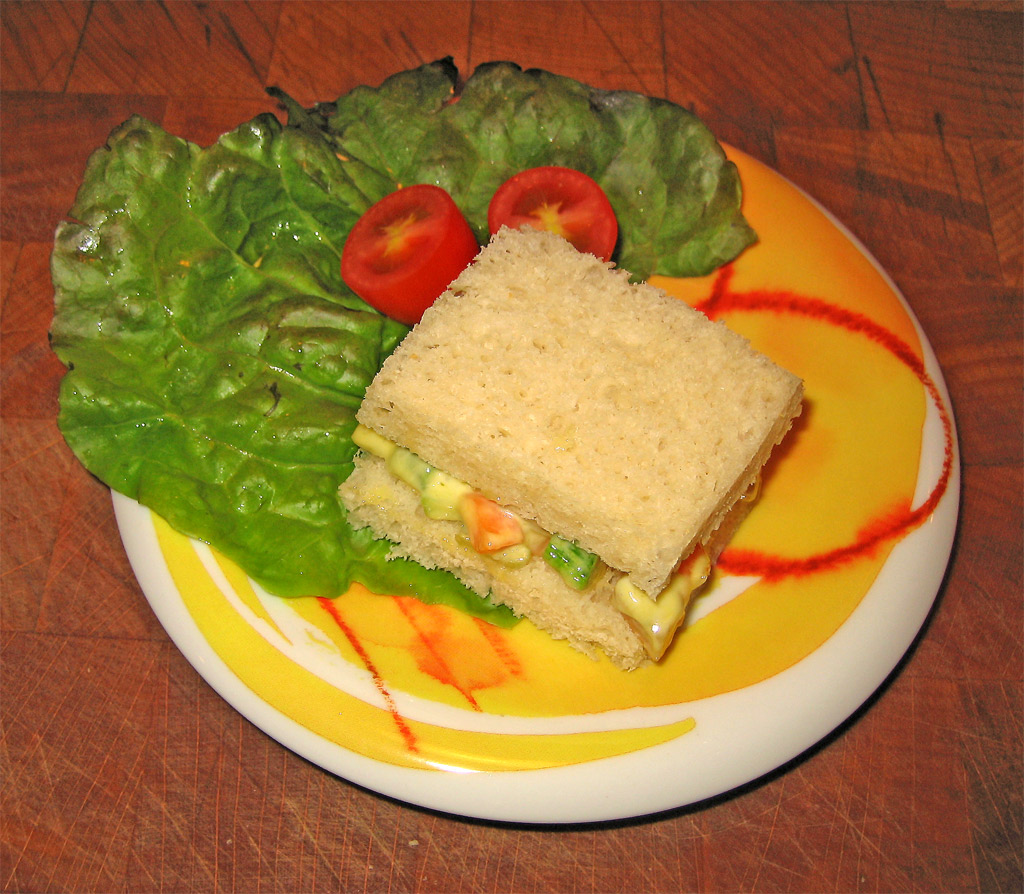
트라메치노

트라메치노(이탈리아어:tramezzino)는 식빵의 가장자리를 제거하여 두 빵을 붙여서 만드는 샌드위치의 일종으로 보통은 삼각형이다. 하루 내내 이탈리아의 식당에서 먹을 수 있는 음식으로 저렴하여 쉽게 찾아볼 수 있다. 대개는 참치나 올리브유, 프로슈토 등을 넣지만 속재료에 대한 제한은 없다.
트라메치노의 기원은 토리노에 있는 Caffè Mulassano di Piazza Castello인데 영국식 샌드위치의 대용으로 나타나 지금은 40종 이상이 있다.

## 같이 보기
- 샌드위치 목록
- 파니니 (샌드위치)